# Lake Louise (Alaska)
Lake Louise es un lugar designado por el censo ubicado en el borough de Matanuska-Susitna en el estado estadounidense de Alaska. En el Censo de 2010 tenía una población de 46 habitantes y una densidad poblacional de 0,24 personas por km².

## Geografía
Lake Louise se encuentra en las coordenadas 62°18′41″N 146°33′48″O / 62.31139, -146.56333. Según la Oficina del Censo de los Estados Unidos, Lake Louise tiene una superficie total de 193.21 km², de la cual 126.86 km² corresponden a tierra firme y (34.34%) 66.36 km² es agua.

## Demografía
Según el censo de 2010, había 46 personas residiendo en Lake Louise. La densidad de población era de 0,24 hab./km². De los 46 habitantes, Lake Louise estaba compuesto por el 97.83% blancos, el 0% eran afroamericanos, el 2.17% eran amerindios, el 0% eran asiáticos, el 0% eran isleños del Pacífico, el 0% eran de otras razas y el 0% pertenecían a dos o más razas. Del total de la población el 4.35% eran hispanos o latinos de cualquier raza.

## Localidades adyacentes
El siguiente diagrama muestra a las localidades más próximas a Lake Louise.